# Alloxysta aphidicida
Alloxysta aphidicida is een vliesvleugelig insect uit de familie van de Figitidae. De wetenschappelijke naam van de soort is voor het eerst geldig gepubliceerd in 1848 door Rondani.